# Osteosema benguetensis
Osteosema benguetensis är en fjärilsart som beskrevs av Louis Beethoven Prout 1933. Osteosema benguetensis ingår i släktet Osteosema och familjen mätare. Inga underarter finns listade i Catalogue of Life.